# Keshet传媒

标志

Keshet传媒（Keshet Media Group）是一家以色列私营大众传媒公司，总部位于特拉维夫，成立於1993年。1996年，Keshet制作了第一部连续剧《 Bat Yam, New York》。 该公司下轄的網站mako是以色列访问量最大的三大网站之一。